# 諾韋 (基輔州)
50°19′17″N 30°18′25″E / 50.32139°N 30.30694°E
諾韋（烏克蘭語：Нове）是位於烏克蘭北部的村莊，由基辅州法斯蒂夫區的博亞爾卡市鎮負責管轄。該村始建於1993年，面積3.56平方公里，海拔高度183米，2001年人口388，人口密度每平方公里109人。